# Toma piemontese
La toma piemontese (DOP) è un formaggio italiano del tipo toma, a denominazione di origine protetta.
Prodotto in Piemonte, in luoghi alti, tra vallate e monti, per poi estendersi alla pianura. Fatto con latte di vacca, la stagionatura varia dai 20 ai 45 giorni, a seconda del formato.
Il formaggio si presenta in forme circolari con facce piane con diametro compreso tra 15– 35 cm e uno scalzo variabile tra i 6 – 12 cm; anche il peso di ciascuna forma, di conseguenza, risulta essere molto variabile e compreso tra i 1,8 kg e 8 kg.
La stagionatura avviene in ambienti idonei con una umidità di circa l'85% e temperatura oscillante tra i 6° e i 10°, durante questa fase i formaggi sono rivoltati più volte. La durata minima di questo periodo è di sessanta giorni per le forme di peso superiore a 6 kg e di quindici giorni per le forme di peso inferiore.
La zona di provenienza del latte, di trasformazione e di elaborazione del formaggio "Toma Piemontese" comprende il territorio amministrativo delle province di Novara, Vercelli, Biella, Torino, Cuneo, Verbano-Cusio-Ossola, nonché dei comuni di Monastero Bormida, Roccaverano, Mombaldone, Olmo Gentile e Serole in provincia di Asti, e di Acqui Terme, Terzo, Bistagno, Ponti e Denice in provincia di Alessandria.
Ogni area di produzione ha la propria varietà tradizionale di toma (il cui sapore ed aspetto può variare anche notevolmente in base alla lavorazione, all'alimentazione dei bovini e al microclima).